# Nikolaj Duchonin
Nikolaj Nikolajevitij Duchonin, född 13 december 1876, död 3 december 1917, var en rysk militär.
Duchonin blev officer vid infanteriet 1895, tjänstgjorde senare huvudsakligen vid generalstaben och var vid första världskrigets utbrott 1914 överste och generalstabschef vid distriktsstaben i Kiev. Duchonin blev 1915 generalmajor och 1917 generalstabschef vid sydvästra fronten. från den 8 november till den 22 november 1917 var Duchonin överbefälhavare över ryska fälthären men avsattes av Vladimir Lenin, häktades och blev den 3 december mördad av bolsjevikerna i Mogilev.